# Persone di nome Kristian
| Questa pagina contiene informazioni ricavate automaticamente dalle voci biografiche con l'ausilio del template Bio e di un bot. L'aggiornamento è periodico e automatico e ricostruisce completamente la pagina. Se manca una persona in questa lista, sei pregato di non aggiungerla, ma accertati piuttosto che la sua voce biografica contenga il template Bio e che i dati anagrafici siano correttamente compilati. Se il template Bio manca, inseriscilo tu stesso o, in alternativa, metti l'avviso {{tmp\|Bio}} che ne segnala la mancanza. Se i dati riportati sono sbagliati, correggi direttamente la voce biografica; le modifiche saranno visibili in questa lista entro pochi giorni. Per chiarimenti vedi il progetto antroponimi. La lista contiene solo le 68 persone che sono citate nell'enciclopedia e per le quali è stato implementato correttamente il template Bio. Pagina aggiornata al 16 ott 2024. |

Questa è una lista di persone presenti nell'enciclopedia che hanno il prenome Kristian, suddivise per attività principale.

## Allenatori di calcio(1)
- Sigurður Jónsson, allenatore di calcio e ex calciatore islandese (Akranes, n. 1966)

## Allenatori di sci alpino(1)
- Kristian Ghedina, allenatore di sci alpino, ex sciatore alpino e pilota automobilistico italiano (Pieve di Cadore, n. 1969)

## Altisti(1)
- Henrik Sjöberg, altista, lunghista e velocista svedese (Stoccolma, n. 1875 - Helsingør, † 1905)

## Biologi(1)
- Kristian G. Andersen, biologo danese

## Calciatori(28)
- Kristian Álvarez, calciatore messicano (Zapotlanejo, n. 1992)
- Samuel Armenteros, calciatore svedese (Göteborg, n. 1990)
- Kristian Arnstad, calciatore norvegese (Oslo, n. 2003)
- Kristian Bak Nielsen, ex calciatore danese (Kibæk, n. 1982)
- Kristian Brix, ex calciatore norvegese (Oslo, n. 1990)
- Kris Commons, ex calciatore inglese (Mansfield, n. 1983)
- Kristian Eriksen, calciatore norvegese (Hamar, n. 1995)
- Kristian Fletcher, calciatore statunitense (Bowie, n. 2005)
- Kristian Flittie Onstad, calciatore norvegese (Oslo, n. 1984)
- Kristian Henriksen, calciatore e allenatore di calcio norvegese (Ski, n. 1911 - † 2004)
- Kristian Hlynsson, calciatore islandese (Odense, n. 2004)
- Kristian Joensen, calciatore faroese (Runavík, n. 1992)
- Kristian Krefting, calciatore norvegese (Oslo, n. 1891 - Londra, † 1964)
- Kristian Laferla, ex calciatore maltese (n. 1967)
- Kristian Lindberg, calciatore danese (Copenaghen, n. 1994)
- Kristian Marmor, ex calciatore estone (Türi, n. 1987)
- Kristian Middelboe, calciatore danese (Brunnby, n. 1881 - Frederiksberg, † 1965)
- Kristian Nicht, ex calciatore tedesco (Jena, n. 1982)
- Kristian Nushi, ex calciatore kosovaro (Klina, n. 1982)
- Kristian Opseth, calciatore norvegese (Kaupanger, n. 1990)
- Kristian Pedersen, calciatore danese (Ringsted, n. 1994)
- Kristian Petersen, ex calciatore faroese (n. 1958)
- Kristian Rees, ex calciatore australiano (Adelaide, n. 1980)
- Kristian Riis, ex calciatore danese (Haderslev, n. 1997)
- Kristian Sarkies, calciatore australiano (Melbourne, n. 1986)
- Kristian Sørli, ex calciatore e allenatore di calcio norvegese (Trondheim, n. 1976)
- Kristian Thorstvedt, calciatore norvegese (Stavanger, n. 1999)
- Kristian Ystaas, ex calciatore norvegese (Arendal, n. 1982)

## Cantanti(2)
- Gaahl, cantante e cantautore norvegese (Sunnfjord, n. 1975)
- Kristian Kostov, cantante, musicista e modello bulgaro (Mosca, n. 2000)

## Cantautori(1)
- The Tallest Man on Earth, cantautore svedese (Leksand, n. 1983)

## Cestisti(1)
- Kristian Kullamäe, cestista estone (Tallinn, n. 1999)

## Chitarristi(1)
- Kristian Ranta, chitarrista finlandese (Helsinki, n. 1981)

## Ciclisti su strada(2)
- Kristian Aasvold, ex ciclista su strada norvegese (Snåsa, n. 1995)
- Kristian Sbaragli, ciclista su strada italiano (Empoli, n. 1990)

## Combinatisti nordici(1)
- Kristian Hammer, ex combinatista nordico norvegese (Narvik, n. 1976)

## Compositori(1)
- Kristian Lundin, compositore, produttore discografico e cantautore svedese (Järfälla, n. 1973)

## Conduttori televisivi(1)
- Kristian Digby, conduttore televisivo e regista britannico (Torquay, n. 1977 - Newham, † 2010)

## Disc jockey(1)
- Kristian Nairn, disc jockey e attore britannico (Lisburn, n. 1975)

## Filosofi(1)
- Kristian Birch-Reichenwald Aars, filosofo e psicologo norvegese (Kristiania, n. 1868 - Kristiania, † 1917)

## Fisici(1)
- Kristian Birkeland, fisico norvegese (Oslo, n. 1867 - Tokyo, † 1917)

## Fondisti(1)
- Kristian Tettli Rennemo, ex fondista norvegese (n. 1984)

## Ginnasti(2)
- Vilhelm Lange, ginnasta danese (n. 1893 - † 1950)
- Kristian Thomas, ginnasta britannico (Wolverhampton, n. 1989)

## Giocatori di calcio a 5(1)
- Kristian Flatabø, giocatore di calcio a 5 e calciatore norvegese (n. 1996)

## Giocatori di football americano(4)
- Kiko Alonso, ex giocatore di football americano statunitense (Newton, n. 1990)
- Kristian Fulton, giocatore di football americano statunitense (New Orleans, n. 1998)
- Kristian Natunen, giocatore di football americano finlandese
- Kristian Wilkerson, giocatore di football americano statunitense (Memphis, n. 1997)

## Lunghisti(1)
- Kristian Pulli, lunghista finlandese (Jämsä, n. 1994)

## Militari(1)
- Kristian Prestrud, militare e esploratore norvegese (n. 1881 - † 1927)

## Pallamanisti(1)
- Kristian Bjørnsen, pallamanista norvegese (n. 1989)

## Pianisti(1)
- Kristian Bezuidenhout, pianista australiano (Sudafrica, n. 1979)

## Piloti di rally(1)
- Kristian Sohlberg, pilota di rally finlandese (Espoo, n. 1978)

## Politici(2)
- Kristian Thulesen Dahl, politico danese (Brædstrup, n. 1969)
- Kristian Vigenin, politico bulgaro (Sofia, n. 1975)

## Rapper(1)
- Krisko, rapper e cantante bulgaro (Sofia, n. 1988)

## Registi(1)
- Kristian Levring, regista e sceneggiatore danese (Copenaghen, n. 1957)

## Rugbisti a 15(1)
- Kristian Dacey, rugbista a 15 britannico (Merthyr Tydfil, n. 1989)

## Saltatori con gli sci(1)
- Kristian Brenden, ex saltatore con gli sci norvegese (Lillehammer, n. 1976)

## Sciatori alpini(1)
- Kristian Haug, ex sciatore alpino norvegese (n. 1988)

## Tennisti(1)
- Kristian Pless, ex tennista danese (Odense, n. 1981)

## Triatleti(1)
- Kristian Blummenfelt, triatleta norvegese (Bergen, n. 1994)

## Tuffatori(1)
- Kristian Ipsen, tuffatore statunitense (Walnut Creek, n. 1992)